# Koutaka
Koutaga est un village dogon situé au sud du Mali, dans le commune de Yoro, cercle de Koro et la région de Mopti, à proximité de la frontière avec le Burkina Faso
La population de koutaga parle quatre langues : morrée, dogon, koromdé(la langue de tèlèm) et peul. 
Les Tèlèm ou Koromba sont les premiers habitants de ce village. Tibilo Ganame était le père fondateur de ce village originaire Yoro. 